# Mario Armond Zamparelli
Mario Armond Zamparelli (Nueva York, c. 1921 - 8 de septiembre de 2012) fue un artista y diseñador estadounidense, conocido por su relación con Howard Hughes.
Zamparelli se casó con la reina de belleza y actriz de Sri Lanka, Maureen Hingert en 1958. Tuvo tres hijas - Gina Zamparelli, una promotora de conciertos muy conocida en Los Ángeles; Marisa Zamparelli, y su hija menor, Andrea Laura Zamparelli.
Para 2013, las hijas Zamparelli están preparando la publicación de un libro escrito por Mario Zamparelli sobre su vida y la época de Howard Hughes, titulada Enigma, una nueva historia de la forma de vida controversial de Howard Hughes.
Mario Armond Zamparelli murió de insuficiencia cardíaca el 8 de septiembre de 2012 a la edad de 91 años.